# Otto Rahn
Otto Wilhelm Rahn (Michelstadt, 18 februari 1904 –  Söll, 13 maart 1939) was een Duitse schrijver, mediëvist en ariosofist. Hij was een officier in de SS. Hij werd bekend als onderzoeker naar de mythe over de Heilige Graal.

## Leven
Al op jonge leeftijd werd Rahn enthousiast over de verhalen van de heilige Graal, Lohengrin, Parcival en het Nibelungenlied. Tijdens zijn studie aan de Universiteit van Giessen werd hij geïnspireerd door zijn docent Hubertus von Gall in de studie van de katharen en de strijd rond Montségur.
In 1931 ging hij ter plekke onderzoek doen in de Pyreneeën. Hij had contact gehad met de historicus Antonin Gadal. In navolging van hem zag Rahn een direct verband tussen de Parcival van Wolfram van Eschenbach, de katharen en de graalmythe. Hij vermoedde dat de katharen de bewaarders van de graal waren en dat die aanwezig was in Montségur tijdens het beleg van de burcht.
De expeditie naar de Pyreneeën deed hij samen met zijn vriend Paul-Alexis Ladame (1909-2000) die ervaren was als speleoloog. Zij deden uitgebreid onderzoek in de grotten in de Pyreneeën.
Rahn schreef twee boeken over de katharen en de graal: Kreuzzug gegen den Gral ("Kruistocht tegen de graal") in 1933 en Luzifers Hofgesind ("Lucifers gevolg") in 1937. In zijn eerste boek stelde Rahn dat Montségur feitelijk een tempel was voor de Graal. Na de publicatie van dit boek trok Rahn de aandacht van Heinrich Himmler, hoofd van de SS. Himmler was altijd al gefascineerd door het occulte. Rahn kreeg een persoonlijk verzoek van Himmler om als historicus en archeoloog toe te treden tot de SS, waar hij de rang kreeg van Obersturmführer. Tegen zijn vrienden zei hij: “Een mens moet eten. Wat had ik dan moeten doen? Himmler afwijzen?”
Rahn gaf lezingen en toespraken op de radio. Maar hij voelde zich niet op zijn plaats in de SS. Hij sloot vriendschap met Adolf Frise. Frises echte naam was Adolf Altengartner, de uitgever van het beroemde boek De man zonder eigenschappen van Robert Musil. De vriendschap van Rahn met diverse felle tegenstanders van het naziregime trok de aandacht van Himmler en zelfs van Hitler persoonlijk. Voor onderzoek voor zijn tweede boek maakte Rahn reizen door Duitsland, Frankrijk, Italië en IJsland. Voor zijn kritiek op de nazi's werd hij als straf in 1937 aangesteld als bewaker bij het concentratiekamp Dachau. Hierop nam hij in 1939 ontslag uit de SS.
Dit ontslag had gevolgen en Rahn kwam er achter dat de Gestapo in hem geïnteresseerd was. Hij kreeg de optie om zelfmoord te plegen. Hierop verdween Rahn. Op 13 maart 1939, bijna op de verjaardag van de val van Montségur, werd hij doodgevroren gevonden in de bergen nabij Söll in Tirol. Formeel werd zijn dood als zelfmoord beschreven.

## Werken
- Kreuzzug gegen den Gral. Die Geschichte der Albigenser (Broschiert) (in German), 1934, ISBN 3-934291-27-9; ISBN 978-3-934291-27-0.
- Croisade contre le Graal: Grandeur et Chute des Albigeois (Broché) (French translation), 1934, ISBN 2-86714-184-2; ISBN 978-2-86714-184-3.
- Crusade Against the Grail: The Struggle between the Cathars, the Templars, and the Church of Rome (First English Translation by Christopher Jones), 1934/2006, ISBN 1-59477-135-9; ISBN 978-1-59477-135-4.
- Luzifers Hofgesind, eine Reise zu den guten Geistern Europas (Rahn's book on Luciferism), 1937, ISBN 3-934291-19-8; ISBN 978-3-934291-19-5.